# 徽寧道
徽寧道，清朝地方行政区划中的道。

## 沿革
清朝初年，设分巡徽宁道，初驻宣城，后改驻旌德，康熙六年（1667年）裁撤。
康熙九年四月（1670年5月），重置分巡徽宁道，领徽州府、宁国府、广德直隶州，治徽州府。康熙二十一年十月（1682年10月），裁撤，所领徽州府、宁国府、广德直隶州往属于江安十府粮储道。